# Christina Redden
Pour les articles homonymes, voir Redden (patronyme).
Christina Redden, née le 16 mars 1966 à Hamilton - Ontario, est une coureuse cycliste canadienne.

## Palmarès en VTT[2]

### Jeux olympiques
- Sydney 2000
  - 8e en VTT cross-country

### Championnats du monde
- Vail - Beaver Creek 2001
  -  Championne du monde de relais par équipes VTT (avec Ryder Hesjedal, Roland Green et Adam Coates)
- Lugano 2003
  -  Médaillée de bronze du championnat du monde de relais par équipes VTT (avec Roland Green, Ricky Federau et Max Plaxton)

### Coupe du monde
- Coupe du monde de cross-country 
  - 10e en 1997
  - 8e en 1999
  - 6e en 2000
  - 7e en 2001

- Coupe du monde de cross-country contre-la-montre
  - 7e en 2001

### Championnat du Canada
- 1997
  - 3e du championnat du Canada de cross-country
- 1998
  - 2e du championnat du Canada de cross-country
- 1999
  -  Championne du Canada de cross-country
- 2000
  -  Championne du Canada de cross-country
- 2001
  - 3e du championnat du Canada de cross-country
- 2003
  - 3e du championnat du Canada de cross-country
- 2004
  - 3e du championnat du Canada de cross-country

### Autres
- 2000
  - 2e de Mont Sainte-Anne (cdm)
- 2001
  - Mont-Sainte-Anne (cdm)
  - Napa Valley (cross-country contre-la-montre, cdm)
  - 2e de Grouse Mountain (cdm)
- 2002
  -  Médaillée d'or du contre-la-montre aux Jeux du Commonwealth

## Palmarès en cyclo-cross
- 1996
  -  Championne du Canada de cyclo-cross
- 1997
  -  Championne du Canada de cyclo-cross
- 1998
  -  Championne du Canada de cyclo-cross
- 1999
  -  Championne du Canada de cyclo-cross

## Palmarès sur route
- 1999
  - 3e de l'International Tour de Toona